# Fórmula Renault Italiana
La Fórmula Renault Italiana fue un campeonato de automovilismo disputado en Italiana bajo las regulaciones de Fórmula Renault. La serie se corrió en circuitos italianos, pero con regularidad se corrieron en circuitos de otros países.
Desde el año 2000 año de su creación varios pilotos de Fórmula 1 y GP2 Series han corrido este campeonato. Incluyen pilotos como Felipe Massa, Augusto Farfus y Robert Kubica.

## Circuitos
| - Monza (2000-2009) - Varano (2000-2006,2009) - Misano (2000-2009) - Mugello (2001-2002, 2005-2009) - Imola (2000-2006,2009) - Spa (2002-2009) - Hungaroring (2008-2009) - Vallelunga (2000-2008) - Enna (2000-2002) - Binetto (2000-2002) - Adria (2002-2003) - Brno (2008) - Valencia (2007) - Hockenheim (2006) - Estoril (2001) - A1 ring (2003) |

## Campeones
| Año                                  | Piloto campeón                | Escudería campeona            | Ganador copa invernal         |
| Fórmula Renault 2000 Italiana        | Fórmula Renault 2000 Italiana | Fórmula Renault 2000 Italiana | Fórmula Renault 2000 Italiana |
| ------------------------------------ | ----------------------------- | ----------------------------- | ----------------------------- |
| 2000                                 | Felipe Massa                  | Cram Competition              |                               |
| 2001                                 | Ryan Briscoe                  | Prema Powerteam               | Roberto Streit                |
| 2002                                 | José María López              | Cram Competition              | Toni Vilander                 |
| 2003                                 | Franck Perera                 | Prema Powerteam               | Pastor Maldonado              |
| 2004                                 | Pastor Maldonado              | Cram Competition              | Mikhail Aleshin               |
| Fórmula Renault 2.0 Italiana         |                               |                               |                               |
| 2005                                 | Kamui Kobayashi               | Jenzer Motorsport             | Atte Mustonen                 |
| 2006                                 | Dani Clos                     | Cram Competition              | Jaime Alguersuari             |
| 2007                                 | Mika Mäki                     | Epsilon Red Bull Team         | César Ramos                   |
| 2008                                 | Pål Varhaug                   | Jenzer Motorsport             | Daniel Mancinelli             |
| 2009                                 | Daniel Mancinelli             | CO2 Motorsport                |                               |
| 2010                                 | Francesco Frisone             | Viola Formula Racing          |                               |
| Challenge Fórmula Renault 2.0 Italia |                               |                               |                               |
| 2011                                 | Andrea Boffo                  | Team Torino Motorsport        |                               |
| Fórmula Renault 2.0 Italiana         |                               |                               |                               |
| 2012                                 | Kevin Gilardoni               | GSK Grand Prix                |                               |